# Lithacodia indeterminata
Lithacodia indeterminata là một loài bướm đêm trong họ Noctuidae.